# ディオゴ・ジョッタ
- ディオゴ・ジョタ

ディオゴ・ジョッタ（Diogo Jota）ことディオゴ・ジョゼ・テイシェイラ・ダ・シルヴァ（Diogo José Teixeira da Silva, 1996年12月4日 - 2025年7月3日）は、ポルトガル・マサレロス出身の元サッカー選手。元ポルトガル代表。ポジションはフォワード。

## 経歴
2013年からFCパソス・デ・フェレイラのユースチームに所属し、2014年にトップチームに昇格した。10月19日、タッサ・デ・ポルトガルのアトレティコSC戦でプロデビューを果たし、プロ初得点を記録した。
2015年2月20日、ヴィトーリアSC戦でプリメイラ・リーガデビューを果たす。5月17日、アカデミカ・コインブラ戦で2得点を記録し、リーグ戦初得点を記録。この試合でクラブのリーグ戦での最年少得点記録を更新した。
2016年3月14日、2015-16シーズン終了後にスペインのアトレティコ・マドリードに5年契約で移籍することが決定。2016年8月26日、FCポルトへレンタル移籍。2200万ユーロでの買取が可能となっている。27試合8得点を記録したものの高額な金額がネックとなり買取オプションは行使されなかった。
2017年7月、イングランド・チャンピオンシップのウルヴァーハンプトン・ワンダラーズFCへレンタル移籍。2018年1月30日、ウルヴァーハンプトンが買取オプションを行使し完全移籍を果たした。
2020年9月19日、リヴァプールFCと長期契約を締結したことが発表された。10月27日、UEFAチャンピオンズリーグ第2節のFCミッティラン戦ではリヴァプール史上1万ゴール目となるゴールをきめて勝利に貢献した。11月3日、チャンピオンズリーグのグループリーグ、アタランタ戦ではハットトリックを決めて勝利に貢献した。11月22日、第9節、首位レスターとの対戦では4戦連続となるゴールを決めて勝利、クラブ新記録となるホームゲーム64戦無敗記録に貢献した。4月3日のアーセナル戦では途中出場から2ゴールを挙げた。
2021-22シーズン、4月10日のマンチェスター・シティFC戦でリーグ戦15ゴール目を奪うが、以降はカップ戦も含めて13試合で1ゴールも奪えずシーズン終了した。
2022年8月2日、2027年まで契約を延長したことを発表した。2022-23シーズン、4月1日のリーズ戦では、2022年4月10日のマンチェスター・シティ戦以来、33試合振りのゴールを挙げた。
2024-25シーズン、リーグ優勝に貢献し、6月にはポルトガル代表のUEFAネーションズリーグ優勝に貢献した。プライベートでは3児の父であり2025年6月22日に結婚式を挙げた。
2025年7月3日の深夜0時半ごろ、スペインのベナベンテ方面へ向かう途中、サモラ県サナブリア郡のA52高速道路の65キロの場所にて、交通事故に伴う火災により弟のアンドレ・シルヴァと共に死去した。28歳没。
同年7月12日、リヴァプールFCは彼が着用していた背番号20番を永久欠番にすると発表した。

## 代表
ポルトガル代表として各年代でプレーした。2021年5月、UEFA EURO 2020に臨むポルトガル代表に選出された。グループリーグ第2試合のドイツ代表戦で1ゴール1アシストを決めたが、試合は2-4で敗れた。ジョタは延期されたUEFAユーロ2020トーナメントのポルトガル代表最終メンバーに選ばれ、ドイツ代表とのグループステージで4-2の敗北を喫しながらも得点を挙げた。2023年9月11日、ジョタはポルトガルがルクセンブルク代表を9-0で下したUEFA EURO 2024予選で2得点を挙げた。

## 所属クラブ
- FCパソス・デ・フェレイラ 2015-2016
- アトレティコ・マドリード 2016-2018
  -  FCポルト 2016-2017 (loan)
  -  ウルヴァーハンプトン・ワンダラーズFC 2017-2018 (loan)
- ウルヴァーハンプトン・ワンダラーズFC 2018-2020
- リヴァプールFC 2020-2025

## 個人成績

### クラブ
| クラブ                   | シーズン     | リーグ             | リーグ戦 | リーグ戦 | カップ戦 | カップ戦 | リーグ杯 | リーグ杯 | 国際大会 | 国際大会 | その他 | その他 | 合計 | 合計 |
| クラブ                   | シーズン     | リーグ             | 出場     | 得点     | 出場     | 得点     | 出場     | 得点     | 出場     | 得点     | 出場   | 得点   | 出場 | 得点 |
| ------------------------ | ------------ | ------------------ | -------- | -------- | -------- | -------- | -------- | -------- | -------- | -------- | ------ | ------ | ---- | ---- |
| パソス・デ・フェレイラ   | 2014-15      | プリメイラ         | 10       | 2        | 1        | 1        | 0        | 0        | -        | -        | 0      | 0      | 11   | 3    |
| パソス・デ・フェレイラ   | 2015-16      | プリメイラ         | 31       | 12       | 1        | 0        | 2        | 0        | -        | -        | 0      | 0      | 34   | 12   |
| パソス・デ・フェレイラ   | 通算         | 通算               | 41       | 14       | 2        | 1        | 2        | 0        | -        | -        | 0      | 0      | 45   | 15   |
| アトレティコ・マドリード | 2016-17      | プリメーラ         | 0        | 0        | -        | -        | -        | -        | -        | -        | 0      | 0      | 0    | 0    |
| アトレティコ・マドリード | 通算         | 通算               | 0        | 0        | -        | -        | -        | -        | -        | -        | 0      | 0      | 0    | 0    |
| ポルト                   | 2016-17      | プリメイラ         | 27       | 8        | 1        | 0        | 1        | 0        | 8        | 1        | 0      | 0      | 37   | 9    |
| ポルト                   | 通算         | 通算               | 27       | 8        | 1        | 0        | 1        | 0        | 8        | 1        | 0      | 0      | 37   | 9    |
| ウルヴァーハンプトン     | 2017-18      | チャンピオンシップ | 44       | 17       | 1        | 1        | 1        | 0        | -        | -        | 0      | 0      | 46   | 18   |
| ウルヴァーハンプトン     | 2018-19      | プレミアリーグ     | 33       | 9        | 3        | 1        | 1        | 0        | -        | -        | 0      | 0      | 37   | 10   |
| ウルヴァーハンプトン     | 2019-20      | プレミアリーグ     | 34       | 7        | 0        | 0        | 0        | 0        | 14       | 9        | 0      | 0      | 48   | 16   |
| ウルヴァーハンプトン     | 通算         | 通算               | 111      | 33       | 4        | 2        | 2        | 0        | 14       | 9        | 0      | 0      | 131  | 44   |
| リヴァプール             | 2020-21      | プレミアリーグ     | 19       | 9        | 0        | 0        | 2        | 0        | 9        | 4        | 0      | 0      | 30   | 13   |
| リヴァプール             | 2021-22      | プレミアリーグ     | 35       | 15       | 4        | 3        | 5        | 2        | 11       | 1        | 0      | 0      | 55   | 21   |
| リヴァプール             | 2022-23      | プレミアリーグ     | 22       | 7        | 0        | 0        | 0        | 0        | 6        | 0        | 0      | 0      | 28   | 7    |
| リヴァプール             | 2023-24      | プレミアリーグ     | 21       | 10       | 4        | 1        | 2        | 1        | 5        | 3        | 3      | 1      | 35   | 16   |
| リヴァプール             | 2024-25      | プレミアリーグ     | 26       | 6        | 5        | 2        | 2        | 1        | 4        | 0        | 0      | 0      | 37   | 9    |
| リヴァプール             | 通算         | 通算               | 123      | 47       | 13       | 6        | 11       | 4        | 35       | 8        | 3      | 1      | 185  | 66   |
| キャリア通算             | キャリア通算 | キャリア通算       | 302      | 102      | 20       | 9        | 16       | 4        | 57       | 18       | 3      | 1      | 398  | 134  |

### 代表
出場大会
- U-21ポルトガル代表

2017年 - UEFA U-21欧州選手権2017（グループステージ敗退）
- ポルトガル代表

2021年 - UEFA EURO 2020（ベスト16）
2024年 - UEFA EURO 2024（ベスト8）
試合数
2025年7月4日現在
- 国際Aマッチ 49試合14得点（2019年 - 2025年 ）

| ポルトガル代表 | 国際Aマッチ | 国際Aマッチ |
| 年             | 出場        | 得点        |
| -------------- | ----------- | ----------- |
| 2019           | 2           | 0           |
| 2020           | 8           | 3           |
| 2021           | 12          | 5           |
| 2022           | 7           | 2           |
| 2023           | 7           | 2           |
| 2024           | 10          | 2           |
| 2025           | 3           | 0           |
| 通算           | 49          | 14          |

得点
| #  | 開催日         | 開催地                                             | 対戦国           | スコア | 結果 | 大会                          |
| -- | -------------- | -------------------------------------------------- | ---------------- | ------ | ---- | ----------------------------- |
| 1  | 2020年9月6日   | ポルト、エスタディオ・ド・ドラゴン                 | クロアチア       | 2-0    | 4-1  | UEFAネーションズリーグ2020-21 |
| 2  | 2020年10月14日 | リスボン、エスタディオ・ジョゼ・アルヴァラーデ     | スウェーデン     | 2-0    | 3-0  | UEFAネーションズリーグ2020-21 |
| 3  | 2020年10月14日 | リスボン、エスタディオ・ジョゼ・アルヴァラーデ     | スウェーデン     | 3-0    | 3-0  | UEFAネーションズリーグ2020-21 |
| 4  | 2021年3月28日  | ベオグラード、スタディオン・ツルヴェナ・ズヴェズダ | セルビア         | 0-1    | 0-2  | 2022 FIFAワールドカップ・予選 |
| 5  | 2021年3月28日  | ベオグラード、スタディオン・ツルヴェナ・ズヴェズダ | セルビア         | 0-2    | 0-2  | 2022 FIFAワールドカップ・予選 |
| 6  | 2021年3月30日  | ルクセンブルク市、スタッド・ヨジー・バーテル       | ルクセンブルク   | 1-1    | 3-1  | 2022 FIFAワールドカップ・予選 |
| 7  | 2021年6月20日  | ミュンヘン、アリアンツ・アレーナ                   | ドイツ           | 2-4    | 2-4  | UEFA EURO 2020                |
| 8  | 2021年9月8日   | バクー、バクー・オリンピックスタジアム             | アゼルバイジャン | 0-3    | 0-3  | 2022 FIFAワールドカップ・予選 |
| 9  | 2022年3月24日  | ポルト、エスタディオ・ド・ドラゴン                 | トルコ           | 2-0    | 3-1  | 2022 FIFAワールドカップ・予選 |
| 10 | 2022年9月24日  | プラハ、フォルトゥナ・アレナ                       | チェコ           | 4-0    | 4-0  | UEFAネーションズリーグ2022-23 |
| 11 | 2023年9月11日  | ファロ/ローレ、エスタディオ・アルガルヴェ          | ルクセンブルク   | 5-0    | 9-0  | UEFA EURO 2024予選            |
| 12 | 2023年9月11日  | ファロ/ローレ、エスタディオ・アルガルヴェ          | ルクセンブルク   | 7-0    | 9-0  | UEFA EURO 2024予選            |
| 13 | 2024年6月4日   | エスタディオ・ジョゼ・アルヴァラーデ               | フィンランド     | 2-0    | 4-2  | 国際親善試合                  |
| 14 | 2024年6月8日   | エスタディオ・ナシオナル                           | クロアチア       | 1-1    | 1-2  | 国際親善試合                  |

## タイトル

### クラブ
ウルヴァーハンプトン・ワンダラーズFC
- EFLチャンピオンシップ : 2017-18

リヴァプールFC
- EFLカップ : 2021-22
- FAカップ : 2021-22
- プレミアリーグ : 2024-25